# Mauricio en los Juegos Olímpicos de Sídney 2000
Mauricio estuvo representado en los Juegos Olímpicos de Sídney 2000 por un total de 20 deportistas, 16 hombres y 4 mujeres, que compitieron en 8 deportes.
El portador de la bandera en la ceremonia de apertura fue el boxeador Michael Macaque. El equipo olímpico mauriciano no obtuvo ninguna medalla en estos Juegos.